# 斯诺夸尔米之巅
斯诺夸尔米之巅（英語：The Summit at Snoqualmie）是一个位于美国华盛顿州喀斯喀特山脉的斯诺夸尔米山口的冬季度假区，提供了高山滑雪，单板滑雪，北欧式滑雪等多种冬季运动的场所。度假区由四块之前被独立管理经营的区域组成，分别是阿尔潘特(Alpental)，巅西(Summit West)，巅中(Summit Central)，和巅东(Summit East)。该度假区是距离西雅图最近的滑雪场，车程在一小时左右。

## 外部連結
- 官方网站
- Alpental website （页面存档备份，存于） (unofficial)
- Hyak website （页面存档备份，存于） (unofficial)